# Hessische Landesvertretung beim Bund

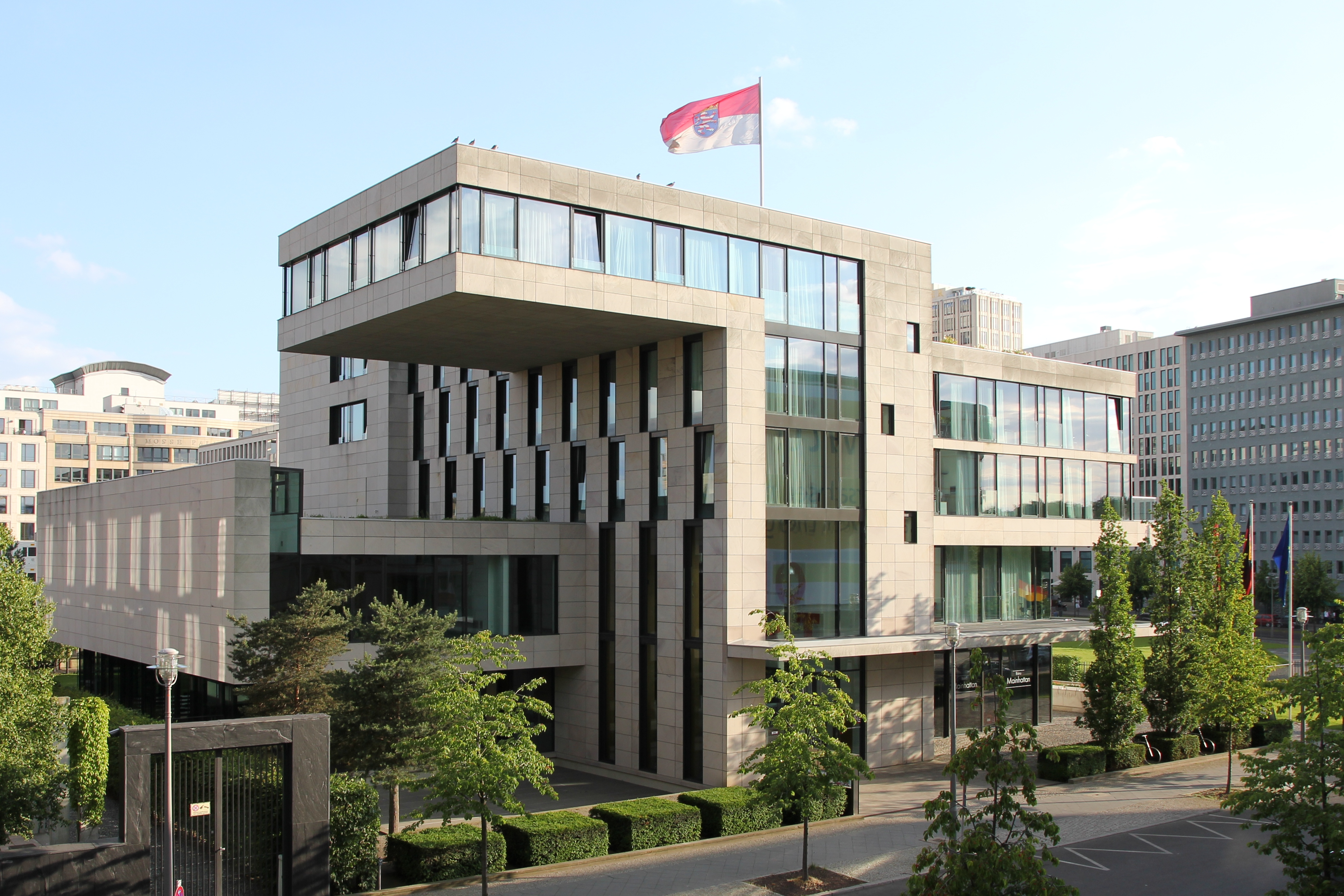
Nordostseite, 2010

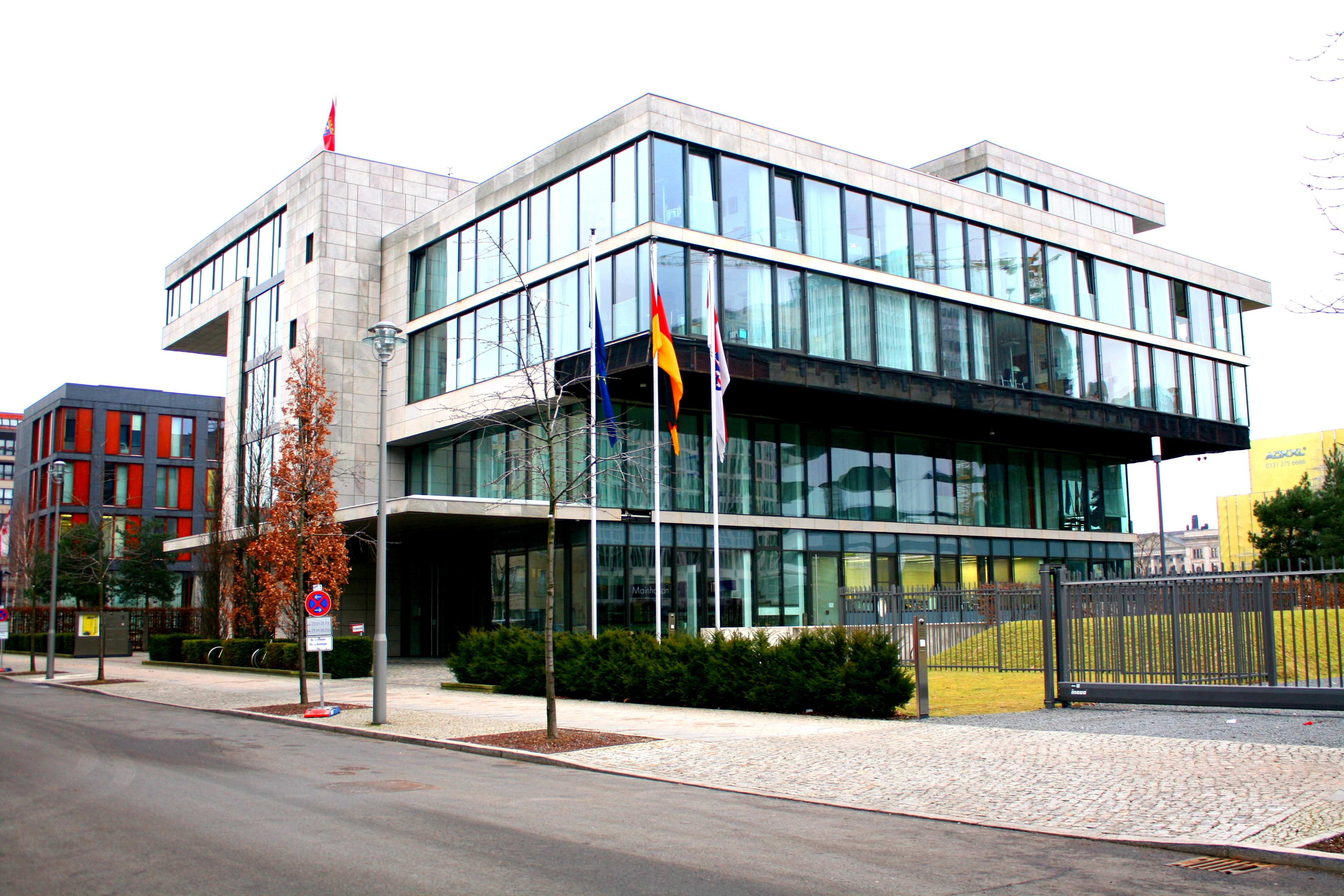
Westseite, 2009

Die Hessische Landesvertretung beim Bund ist die Landesvertretung des Landes Hessen mit Sitz in Berlin. Sie fungiert als Bindeglied der Landesregierung mit dem Bundesrat und unterhält enge Beziehungen zum Deutschen Bundestag und zur Bundesregierung.
Derzeitiger Bevollmächtigter des Landes Hessen ist Manfred Pentz, der auch Staatsminister für Europa- und Bundesangelegenheiten in der Hessischen Staatskanzlei ist. Etwa 40 Mitarbeiter werden hier beschäftigt.

## Geschichte
Bereits im Kaiserreich waren die Länder in Berlin mit Gesandtschaften beim Preußischen König vertreten. Auch mit der Einführung der Republik wurden diese Landesvertretungen aufrechterhalten. Diese Tradition riss durch die Einführung eines Zentralstaats 1933 ab.
Die föderale Struktur Deutschlands wurde ab 1945 wiederaufgebaut. Vor der Gründung der Bundesrepublik Deutschland bestanden auf Zonenebene gemeinsame länderübergreifende Strukturen. Für Hessen war dies der Länderrat des amerikanischen Besatzungsgebietes in Stuttgart. Vertreter des Landes Hessen dort war ab 1947 Wilhelm Apel, der auch der erste Bevollmächtigte des Landes Hessen beim Bund werden sollte. 1949 wurde die Landesvertretung Hessen in Bonn eingerichtet und Apel übernahm das Amt unter seiner heutigen Bezeichnung.
Ab 1963 wurde die Aufgabe durch einen Vertreter im Ministerrang wahrgenommen. Später wurde die Aufgabe in vielen Fällen durch Staatssekretäre erfüllt. 1984 wurde die hessische Vertretung bei der Europäischen Union in Brüssel eingerichtet.
Seit 1991 ist der Bevollmächtigte des Landes Hessen beim Bund keine selbständige Behörde mehr, sondern Teil des Ministeriums für Umwelt, Energie und Bundesangelegenheiten bzw. ab 1999 des Ministeriums für Bundes- und Europaangelegenheiten.
Am 31. Mai 2001 wurde die neue Hessische Landesvertretung in Berlin eröffnet.
Die gegenwärtige (2025) Amtsbezeichnung lautet Staatsminister für Bundes- und Europaangelegenheiten, Internationales und Entbürokratisierung und Bevollmächtigter des Landes Hessen beim Bund.

## Bevollmächtigte des Landes Hessen beim Bund
Bevollmächtigte des Landes Hessen beim Bund waren:
- Wilhelm Apel (SPD) (1949–1963)
- Lauritz Lauritzen (SPD) (1963–1966)
- Johannes Strelitz (SPD) (1967–1970)
- Karl Hemfler (SPD) (1970–1974)
- Herbert Günther (SPD) (1974–1978)
- Vera Rüdiger (SPD) (1978–1984)
- Christa Czempiel (SPD) (1984–1985)
- Willi Görlach (SPD) (1985–1987)
- Wolfgang Gerhardt (FDP) (1987–1991)
- Ulrike Riedel (Grüne) (1991–1994)
- Priska Hinz (Grüne) (1994–1995)
- Norbert Schüren (SPD) (1995–1999)
- Johannes Beermann (CDU) (1999–2003)
- Jochen Riebel (CDU) (2003–2006)
- Volker Hoff (CDU) (2006–2009)
- Michael Boddenberg (CDU) (2009–2014)
- Lucia Puttrich (CDU) (2014–2024)
- Manfred Pentz (CDU) (seit 2024)

## Gebäude
Bereits im Dezember 1997 konnte die hessische Landesregierung das Grundstück in den Ministergärten in direkter Nachbarschaft zum Gebäude der Landesvertretungen von Brandenburg und Mecklenburg-Vorpommern erwerben. Am 31. Mai 2001 konnte das Gebäude Hessens nach fast zweijähriger Bauzeit feierlich eröffnet werden.

### Architektur
Für die Gestaltung der Landesvertretung fand ein Wettbewerb statt, aus dem im August 1998 der Entwurf der Frankfurter Architekten Michael Christl und Joachim Bruchhäuser als Sieger hervorging. Der Bebauungsplan sah für die Errichtung der Landesvertretungen in den Ministergärten freistehende Villen vor. Die Außenfassade wurde mit Quarzsandstein aus Friedewald verkleidet.
Im Erdgeschoss befindet sich das große Foyer, das sich vom Eingang bis zum Garten erstreckt. Gemeinsam mit dem ca. 200 Quadratmeter großen Saal wird es regelmäßig für Veranstaltungen genutzt. Des Weiteren ist im Erdgeschoss ein Bistro untergebracht.
Im ersten Obergeschoss stehen weitere Räumlichkeiten für Veranstaltungen zur Verfügung, im zweiten und dritten sind die Büros der Angestellten. Im vierten Obergeschoss existiert der Wohn- und Gästebereich für den hessischen Ministerpräsidenten.

### Außenanlagen
Die ursprüngliche Gartenanlage wurde von den Kasseler Landschaftsarchitekten Latz-Riehl-Schulz entworfen.
Im Juli 2005 erwarb das Land Hessen ein rund 4.000 m² großes Nachbargrundstück, das in die Repräsentationsaufgaben des Hauses einbezogen wird. Das Berliner Büro Bernard und Sattler Landschaftsarchitekten wurde mit der temporären Freiflächengestaltung beauftragt. Aus Kostengründen wurde auf einen aufwändigen Bodenaustausch verzichtet und es wurden leicht erhabene Rasenschollen angelegt. Die Formensprache der Rasenschollen entspringt dabei dem freien Spiel mit den nicht-rechtwinkligen Grenzlinien des Grundstücks, womit strukturell an den gestalterischen Ansatz des Gebäudes angeknüpft wird. Die Rasenschollen werden von einer pflegeleichten Splittschüttung umrahmt. Angelehnt an die Rasenböschungen bilden einfache Sitzelemente aus Siebdruckplatten Akzente im Ensemble.
Die Anpflanzung mehrerer Rebstöcke der Sorten Riesling, Spätburgunder und Saint Laurent auf einer künstlich angelegten Böschung entlang eines Fußweges soll die Bedeutung Hessens als Weinland mit den Weinbaugebieten Hessische Bergstraße und Rheingau unterstreichen.

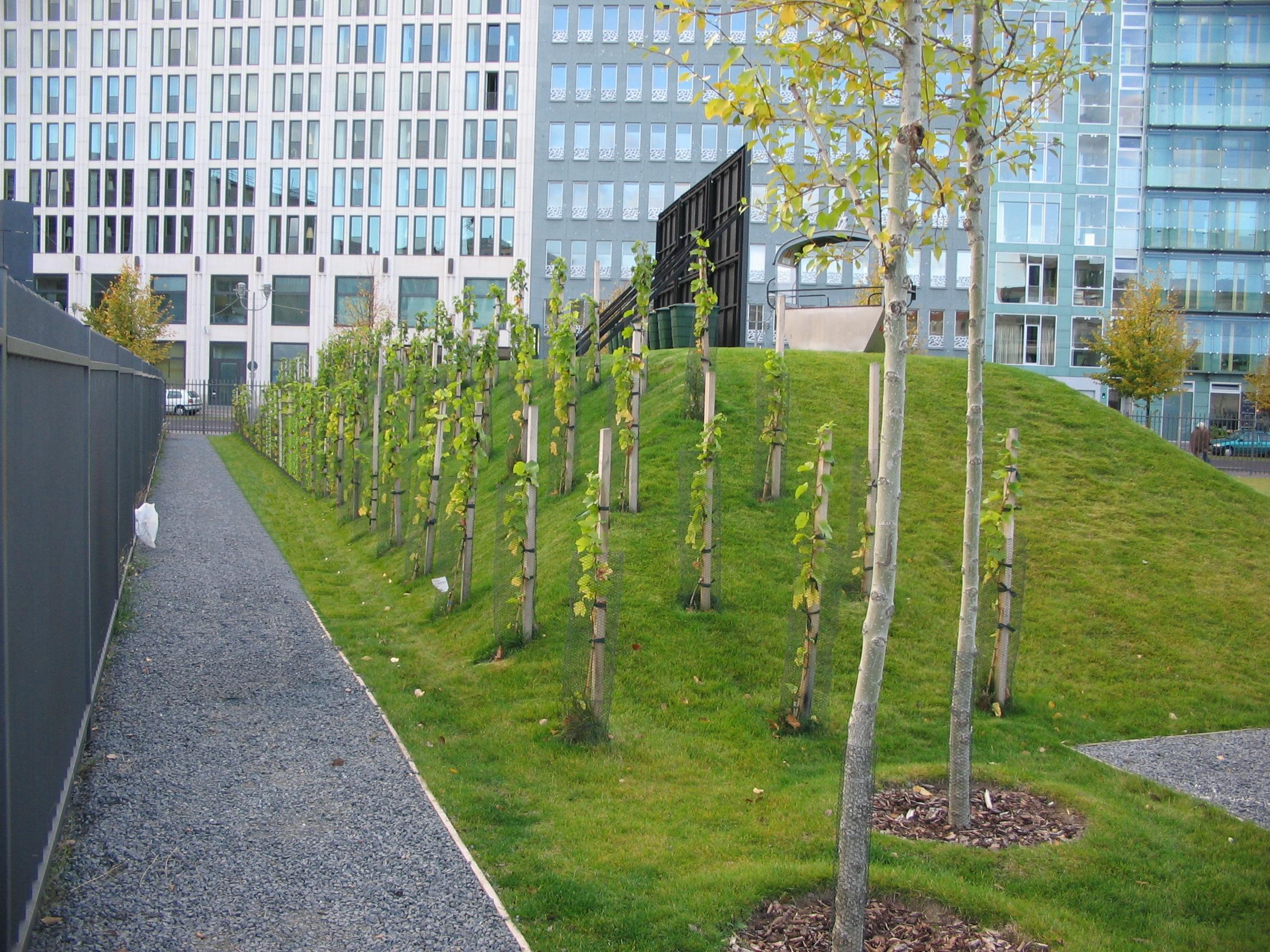
„Weinberg“ der hessischen Landesvertretung (2007)
"Grenzen überwinden"
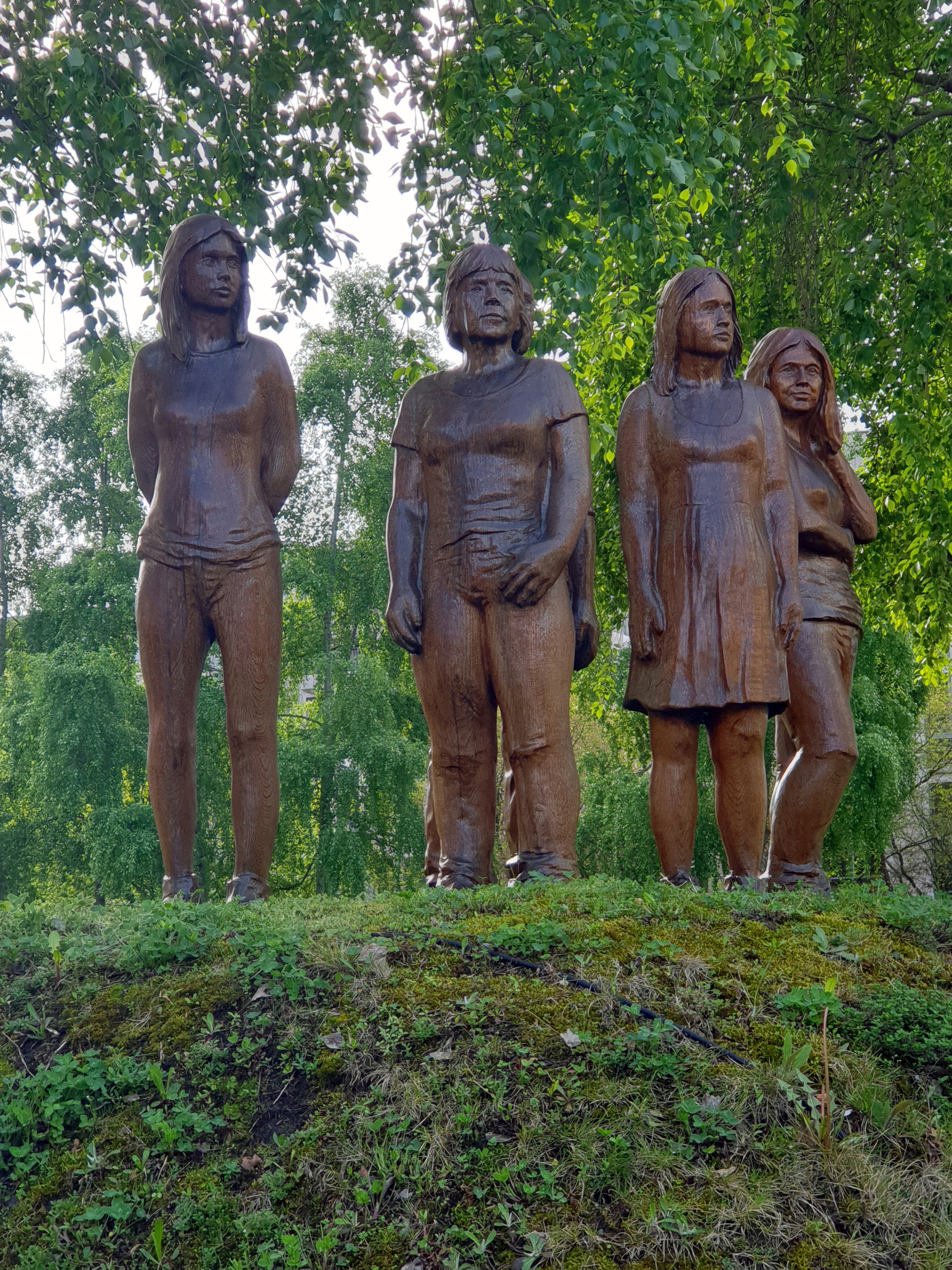
"Wir" von Stephan Gruber, 2017